# Biblioteca Pública de Palencia
La Biblioteca Pública del Estado en Palencia es una de las 53 bibliotecas públicas de titularidad estatal dependientes de la Subdirección General de Coordinación Bibliotecaria del Ministerio de Cultura de España, que en 1986 pasó a ser gestionada por la Junta de Castilla y León. Está integrada, por tanto, en el Sistema Español de Bibliotecas y en el Sistema de Bibliotecas de Castilla y León (RABEL).

## Objetivos
Tiene el objetivo de facilitar la lectura, la cultura y la información a los ciudadanos. Para ello cuenta con una amplia colección de libros, material audiovisual, periódicos y revistas. Además, es receptora del material que ingresa por Depósito Legal la provincia de Palencia.

## Legislación
Su funcionamiento se rige tanto por disposiciones estatales como regionales. Las más significativas son:
- Reglamento de Bibliotecas Públicas del Estado y del Sistema Español de Bibliotecas (Decreto 582/1989, de 19 de mayo)
- Ley de Biblioteca de Castilla y León (Ley 9/1989, de 30 de noviembre)
- Reglamento de los Centros y Servicios bibliotecarios integrados en el Sistema de Bibliotecas de Castilla y León (Decreto 214/1996, de 13 de septiembre)
- Reglamento interno de organización de los servicios de las Bibliotecas Públicas de titularidad estatal gestionadas por la Comunidad de Castilla y León (Decreto 263/1997, de 26 de diciembre)

## Historia

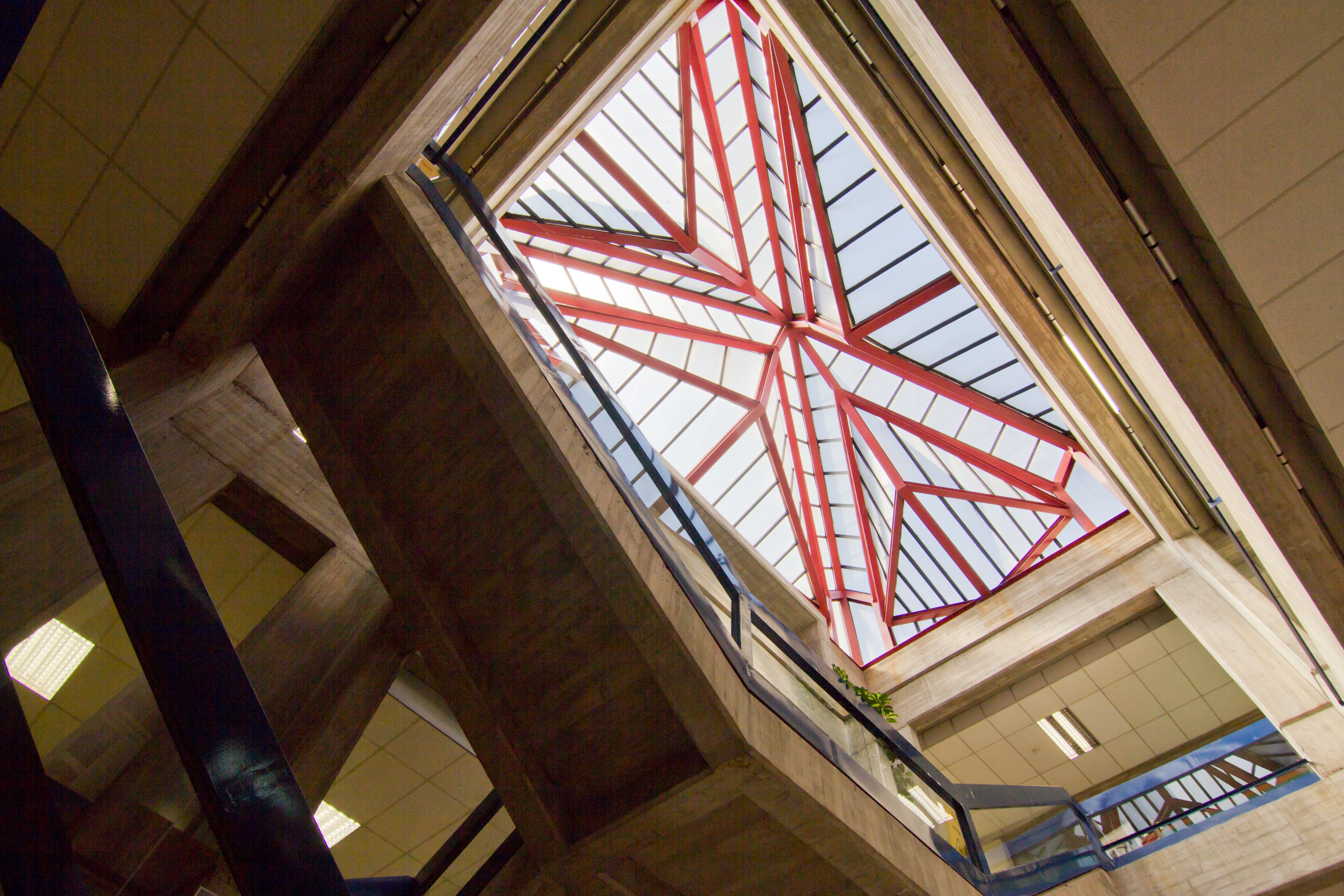
Interior de la biblioteca.

Tiene su origen en las colecciones recogidas tras la Desamortización eclesiástica desarrollada en España, a partir de 1835. 
Instalada inicialmente en el Instituto de Enseñanza Secundaria de la ciudad, la primera instalación individual no se alcanza hasta 1921, en la planta baja del edificio de la Diputación Provincial de Palencia. En 1967 se traslada a la Casa del Cultura, ubicación que comparte con el Archivo Histórico Provincial de Palencia. Por último, desde 1986 ocupa un edificio de nueva planta en la Calle Eduardo Dato, n.º 4.